# Steven Van Zandt
Steven Van Zandt (ur. 22 listopada 1950 w Winthrop) – amerykański muzyk, autor tekstów piosenek, aranżer, producent muzyczny, aktor, oraz radiowy disc jockey, który często używa pseudonimów artystycznych Little Steven lub Miami Steve. Największą popularność dało mu granie w zespole Bruce’a Springsteena E Street Band, w którym gra na gitarze i mandolinie oraz rola Silvia Dante w serialu telewizyjnym Rodzina Soprano.

## Życiorys

### Wczesne lata
Van Zandt jest włosko-amerykańskiego pochodzenia. Urodził się jako Steven Lento. Kiedy Steven był mały jego matka, Mary Lento, wyszła ponownie za mąż i wtedy przyjął nazwisko swojego ojczyma, Williama Van Zandt. Następnie, gdy Steven miał siedem lat, całą rodziną przeprowadzili się z Massachusetts do Middletown, New Jersey.

### W zespole
Van Zandt dorastał przy scenie muzycznej Jersey Shore, i był przyjacielem jednego z późniejszych założycieli E Street Band. Z czasem zagrał na płycie Springsteena Born to Run w piosence Tenth Avenue Freeze-Out. Po tym został przyjęty do zespołu w czasie ich trasy koncertowej promującej ten album. Podczas tej trasy zagrał większość „części” gitarowej.

### Twórczość solowa
Van Zandt oficjalnie opuścił E Street band w 1984 roku i rozpoczął działalność solową. Efektem tej pracy były 4 albumy wydane w latach 80. i jeden w 1999 roku, które nagrał jako Little Steven.
W 1985 roku założył on grupę o nazwie „Artists United Against Apartheid”, która przeciwstawiła się Sun City, miejscowości wypoczynkowej w Południowej Afryce. Czterdziestu dziewięciu najlepszych artystów włączając Springsteena, U2, Boba Dylana i Run-D.M.C. stworzyło piosenkę zatytułowaną Sun City, w której przyrzekli, że nigdy tam nie wystąpią. Wysiłek przyniósł sukces.

### Powrót do zespołu
Van Zandt powrócił na stałe do E Street Band w 1999 roku i gra w nim do dziś. Obecnie jego gra na gitarze ogranicza się do gry w „tle”, podczas gdy w zespole jest też Nils Lofgren, oraz Springsteen, który gra większość solówek. Czasami także słyszymy jak dzieli on mikrofon ze Springsteenem. Jego gra i śpiew najbardziej widoczne jest w piosenkach Glory Days, Two Hearts, Land of Hope and Dreams, Badlands, Ramrod, oraz Murder Incorporated.

### Aktor
W 1999 roku Van Zandt podjął się zagrania jednej z najważniejszych postaci w serialu Rodzina Soprano, grając zrównoważonego, ale zabójczego consigliere oraz właściciela klubu ze striptizem, Silvia Dante. Van Zandt nie miał wcześniej żadnego doświadczenia aktorskiego, ale został wybrany do tej roli przez Davida Chase, który zapamiętał go z interesujących zdjęć z płyty Springsteena
Van Zandt był chwalony za przedstawienie Silvia, ale zaznaczał, że nie ma zamiaru grać w innych produkcjach niż Rodzina Soprano. Jego obecność w serialu podczas drugiego sezonu była ograniczona z powodu trasy koncertowej zespołu E Street Band. W późniejszych sezonach jego rola staje się coraz ważniejsza.
Van Zandt stara się utrzymywać jeden wygląd, zawsze na scenie nosi cygańskie ubranie oraz chustę na głowie, podczas gdy w serialu nosi perukę o charakterystycznym uczesaniu. Powodem tego jest ciągła utrata włosów z powodu wypadku.
W latach 2012–2014 występował w serialu telewizyjnym Lilyhammer.

### Życie osobiste
Van Zandt ma żonę, aktorkę, Maureen Van Zandt (dawniej Maureen Santora), która także w serialu Rodzina Soprano gra jego żonę, Gabrielle Dante. Pobrali się w Asbury Park, New Jersey, 29 grudnia 1982 roku. Bruce Springsteen był drużbą na ich ślubie, a piosenkarze Percy Sledge i Little Richard w duecie zaśpiewali im piosenkę When a Man Loves a Woman.

## Dyskografia Little Stevena
- Men Without Women (1982)
- Voice of America (1984)
- Sun City (1985)
- Freedom – No Compromise (1987)
- Revolution (1989)
- Born Again Savage (1999)
- Greatest Hits (1999)

Źródło: Discogs